# Marau (ort)
Marau är en ort i Brasilien.   Den ligger i kommunen Marau och delstaten Rio Grande do Sul, i den södra delen av landet, 1 500 km söder om huvudstaden Brasília. Marau ligger 553 meter över havet och antalet invånare är 26 860.
Terrängen runt Marau är huvudsakligen platt, men åt sydost är den kuperad. Det finns inga andra samhällen i närheten.
Omgivningarna runt Marau är en mosaik av jordbruksmark och naturlig växtlighet. Runt Marau är det ganska tätbefolkat, med 67 invånare per kvadratkilometer.